# 刘绍棠
刘绍棠（1936年2月29日—1997年3月12日），河北通县（今北京市通州区）人，中国作家，荷花淀派代表人物之一。

## 生平
生于河北省通县（今屬北京市通州区）儒林村。1949年开始创作，1953年加入中国共产党。1954年，进入北京大学中文系学习，一年后从北大退学。1956年加入中国作家协会成为专业作家，曾任作协理事。1957年反右运动中被打为右派。

## 作品
刘绍棠提出“乡土文学”主张，追求一种田园牧歌式的情调。著有中短篇小说《蒲柳人家》、《瓜棚柳巷》、《花街》、《荇水荷风》、《鱼菱风景》、《小荷才露尖尖角》、《蛾眉》、《烟村四五家》等。曾获全国优秀中篇小说奖、全国优秀短篇小说奖。其作品有英、法、德、俄、日、西班牙、泰、孟加拉、阿尔巴尼亚等语种的译本。
小说
- 《运河的浆声》1955 新文艺出版社
- 《蒲柳人家》1970人民文学出版社、
- 《地火》1981  黑龙江人民出版社
- 《瓜棚柳巷》1982古林人民出版社、
- 《蛾眉》1982 花城出版社、
- 《荇水荷风》中篇、
- 《鱼菱风景》1983 黑龙江人民出版社、
- 《小荷才露尖尖角》1984花城出版社、
- 《花街》1984 甘肃文化出版社4、
- 《青枝绿叶》1984  群众出版社
- 《烟村四五家》1986 上海文艺出版社出版
- 《十步香草》1987 浙江文艺出版社
- 《野婚》1988 花城出版社/1997 北京燕山出版社
- 《春草与狼烟》1988 四川文艺出版社
- 《水边人的哀乐故事》1990 花城出版社
- 《村妇》1997 人民文学出版社
- 《四类手记》2004 中国社会出版社

文集
- 《刘绍棠中篇小说集》1981湖南人民出版社
- 《刘绍棠中学时代小说选》1996 北京燕山出版社
- 《刘绍棠京味小说选》1998大众文艺出版社
- 《刘绍棠文集》全20册，2010-01北京十月文艺出版社